# Metodologie
Metodologia este analiza sistematică și teoretică a totalității metodelor de cercetare folosite într-o știință. 
Metodologia este parte a filozofiei care studiază metodele de cunoaștere; este știință sau teorie despre metodă. Totodată, termenul metodologie are semnificația de metodă de cunoaștere cu maximum de generalitate, ex. metafizica.
Metodologia semnifică în principal teoria științifică a metodelor de cercetare și mai ales de interpretare, ansamblul principiilor după care se călăuzește și construiește o disciplină, concepția privind mijloacele dezvoltării unui domeniu de cunoaștere  sau (și) acțiune. În chip abuziv, termenul este folosit și cu înțeles strict tehnic ca metodică sau ca propedeutică. Metodologia este considerarea fundamentelor generale ale validității procedurilor științifice și sistemelor lor.  